# 拉日铁路
拉日铁路（藏語：ལྷ་གཞིས་ལྕགས་ལམ་，威利转写：lha gzhis lcags lam）是连接中華人民共和國西藏自治区内第一大城市拉萨和第二大城市日喀则的一条铁路。全长253公里，于2014年8月16日开通客运。
拉日铁路是西藏自治区“丫”字形铁路网的组成部分，这一铁路网以拉萨为节点，由通向青海西寧的青藏铁路、通向日喀则的拉日铁路、通向林芝的拉林铁路组成。未来计划建造延伸线，并与尼泊尔和印度铁路网接轨，连接尼泊尔首都加德满都以及印度锡金邦首府甘托克。
“十四五”期间，拉日铁路预计将开始进行电气化改造。

## 历史
中铁第一勘察设计院勘探设计。建设工期4年，投资132.82亿元。于2010年9月26日正式开工。2013年5月20日22时30分许，青藏铁路与从拉萨至日喀则的拉日铁路正式接轨，路線於2014年3月铺轨贯通，2014年7月22日通過動態驗收。2014年8月5日全线试运行。8月15日正式开通运营，首趟客车于8月16日9时从拉萨站发出。

## 线路
拉日铁路为青藏铁路延伸线，国铁I级，单线，设计时速120公里/小时。全线海拔3600米－4000米。
正线96座桥梁全长45.4km，占线路全长的18％，最大跨度148m。全线共设29座隧道，总长70.3km，占线路总长的27.8%，最长隧道为宗嘎一号隧道，长10 415m。全线桥隧比例达45.8%。

### 沿途车站

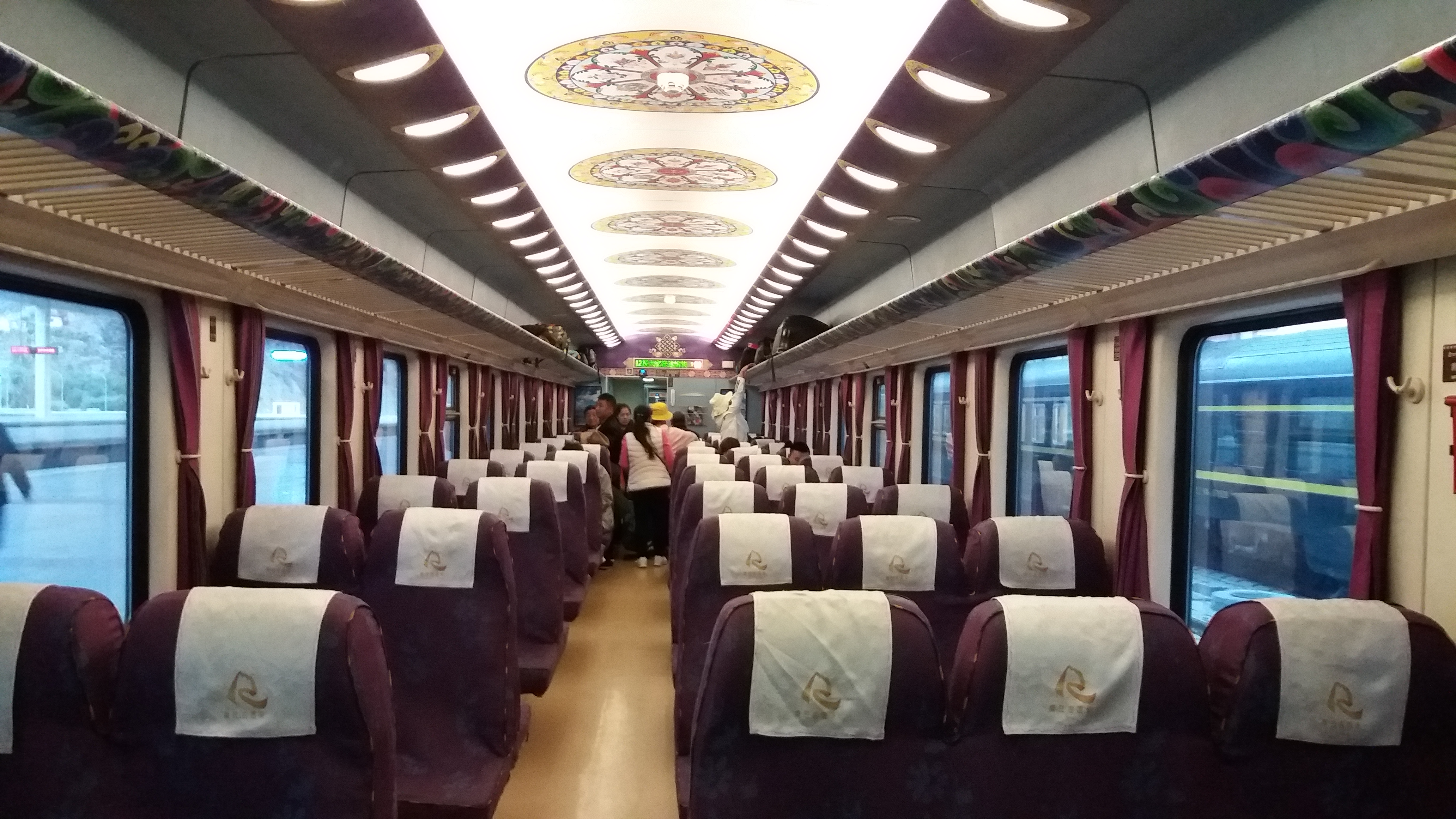
拉日铁路列车内部

所有車站都位於西藏自治區內。
| 车站       | 所在地区 | 所在地区   | 拉萨站起计里程 （公里） | 海拔 （米） | 连接铁路 | 规模      | 备注       |
| ---------- | -------- | ---------- | ----------------------- | ----------- | -------- | --------- | ---------- |
| 拉萨站     | 拉萨市   | 堆龙德庆区 | 0                       | 3641        | 青藏铁路 | 4站台10线 | 客运站     |
| 拉萨南站   | 拉萨市   | 堆龙德庆区 | 5                       |             | 青藏铁路 |           | 会让站     |
| 白堆站     | 拉萨市   | 曲水县     | 19                      |             |          |           | 会让站     |
| 协荣站     | 拉萨市   | 曲水县     | 33                      | 3604        | 拉林铁路 | 2站台4线  | 客、货运站 |
| 曲水县站   | 拉萨市   | 曲水县     | 56                      | 3592        |          | 1站台3线  | 客、货运站 |
| 茶巴拉站   | 拉萨市   | 曲水县     | 79                      |             |          |           | 会让站     |
| 尼木站     | 拉萨市   | 尼木县     | 103                     | 3731        |          |           | 客、货运站 |
| 卡如站     | 拉萨市   | 尼木县     | 127                     |             |          |           | 会让站     |
| 仁布站     | 日喀则市 | 仁布县     | 151                     | 3835        |          |           | 客、货运站 |
| 达竹卡站   | 日喀则市 | 桑珠孜区   | 173                     |             |          |           | 会让站     |
| 当古站     | 日喀则市 | 桑珠孜区   | 194                     |             |          |           | 会让站     |
| 杰琼站     | 日喀则市 | 白朗县     | 214                     |             |          |           | 会让站     |
| 卡堆站     | 日喀则市 | 桑珠孜区   | 233                     |             |          |           | 会让站     |
| 日喀则站   | 日喀则市 | 桑珠孜区   | 248                     |             |          | 3站台5线  | 客、货运站 |
| 日喀则西站 | 日喀则市 | 桑珠孜区   | 251                     |             |          |           | 货运站     |

### 机车
拉日铁路列车采用大连机车车辆有限公司生产的高原型HXN3型柴油机车牵引。该型机车针对高原空气稀薄的特点进行了改进。并创造了国内内燃机车牵引的通过隧道长度之最10.4km，此前该纪录为8km。

## 参阅
- 拉林铁路
- 青藏铁路